# Mauvaise Pente
Mauvaise Pente (titre original en anglais : The Long Falling) est un roman irlandais de Keith Ridgway publié originellement en 1998. La traduction française paraît le 31 août 2001 aux éditions Phébus et reçoit la même année le prix Femina étranger et le prix du premier roman étranger.

## Adaptation cinématographique
- Le roman est adapté librement au cinéma par Martin Provost dans son film Où va la nuit (2011).

## Éditions
- (en) Faber & Faber, 1998  (ISBN 978-2-07-076268-2).
- Éditions Phébus, coll. « D'aujourd'hui », 2001,  (ISBN 9782859407544) ; réédition avec une préface de René de Ceccatty, 2011,  (ISBN 978-2-7529-0538-3)
- Phébus, coll. « Libretto » no 187, 2005  (ISBN 2-7529-0059-7)
- 10/18, coll. « Domaine étranger » no 4232, 2009  (ISBN 978-2264046819).